# Calvaire de La Truchère
Le calvaire de La Truchère est une croix de cimetière située sur le territoire de la commune de La Truchère dans le département français de Saône-et-Loire et la région Bourgogne-Franche-Comté.

## Historique
Elle fait l'objet d'une inscription au titre des monuments historiques depuis le 20 mai 1927.